# Plajan (Mlonggo)
Plajan is een bestuurslaag in het regentschap Jepara van de provincie Midden-Java, Indonesië. Plajan telt 7160 inwoners (volkstelling 2010).